# Schaumburger Landschaft

Lage der Schaumburger Landschaft (dunkelrot) in Niedersachsen

Die Schaumburger Landschaft ist ein eingetragener Verein in Niedersachsen. Geschäftsführer war 20 Jahre Sigmund Graf Adelmann von Adelmannsfelden, der am 30. Juni 2016 in den Ruhestand trat. Seine Nachfolgerin wurde die Historikerin Lu Seegers.
Die Schaumburger Landschaft zählt zu den Landschaften und Landschaftsverbände in Niedersachsen und wurde 1993 gegründet. Sie hat ihren Sitz in Bückeburg auf dem Bückeburger Schlossgelände.
Der Wirkungsbereich umfasst das Schaumburger Land, also den heutigen Landkreis Schaumburg. Dieser umfasst in etwa das Gebiet der historischen Grafschaft Schaumburg, die nach dem Aussterben der Grafen von Schauenburg und Holstein 1640 zwischen den Grafen zur Lippe und den Landgrafen von Hessen-Kassel aufgeteilt worden war, woraus das Fürstentum Schaumburg-Lippe sowie das kurhessische Schaumburg (der spätere Landkreis Grafschaft Schaumburg) entstanden waren.  

## Aufgaben
Die Schaumburger Landschaft stellt sich wie die anderen Landschaften und Landschaftsverbände in Niedersachsen hauptsächlich kulturpolitische Aufgaben. Sie besitzt die Rechtsform eines eingetragenen Vereines und nimmt im Auftrage ihrer Gebietskörperschaften und des Landes Niedersachsen zentrale kommunale und dezentrale staatliche Aufgaben auf den Gebieten der Kultur, Wissenschaft und Bildung wahr und betreibt dazu entsprechende Einrichtungen.

### Kommunalarchäologie
Zu den dezentralen staatlichen Aufgaben der Schaumburger Landschaft gehört die Denkmalpflege im Bereich der Archäologie. Nach dem Beispiel der Ostfriesischen Landschaft wurde Mitte 2009 bei der Schaumburger Landschaft eine neue Kommunalarchäologie gegründet. Sie ist als Untere Denkmalschutzbehörde für die Bodendenkmalpflege in den Landkreisen Nienburg und Schaumburg sowie in den Städten Bückeburg, Hameln, Nienburg/Weser und Stadthagen zuständig. Als Kommunalarchäologe wurde 2009 der Prähistoriker und Mittelalterarchäologe Jens Berthold berufen., der die Aufgabe bis 2019 wahrnahm. Das etwa 2000 km² große Arbeitsgebiet der Kommunalarchäologie erstreckt sich entlang der Weser auf über 100 km Länge und bis zu 30 km Breite. Es werden mit Unterstützung von fünf ehrenamtlich Beauftragten für Archäologie fast 6000 archäologische Fundstellen betreut. Nach Bertholds Ausscheiden 2019 wurde Daniel Lau neuer Kommunalarchäologe.